# Martin Wallon
Pour les articles homonymes, voir Wallon (homonymie).
Martin Wallon, né le 23 octobre 1996 à Saint-Martin-Boulogne, est un joueur international de beach soccer français qui évolue au poste de défenseur.

## Biographie
Martin Wallon débute le beach soccer dans son club de football, l'AS Etaples, dont il est l'un des membres fondateurs de la section. Il se prendra vite au jeu de la compétition en remportant le titre du District dès la première année et en finissant finaliste malheureux de la compétition régionale contre le LBS Dunkerque. En 2016, il remportera le titre de District et de la Ligue et participe pour la première fois au National Beach Soccer.
Repéré par Gérard Sergent, adjoint du sélectionneur de l'Équipe de France, il intègre en 2017 l'Équipe de France Espoirs pour la Talent Cup où il honore ses 3 sélections et inscrit 2 buts. Ces bonnes performances lui permettent d'être promu en Équipe A pour le Mundialito et affronter trois monstres du beach soccer : le Portugal, le Brésil et la Russie. Avec l'AS Etaples, il conserve son titre de champion de District, finit finaliste du championnat de Ligue et participe pour la deuxième fois au National Beach Soccer, accrochant la 7e place.
En 2018, il est sélectionné pour un match amical contre la Belgique en avril puis enchaîne des performances solides en club, conservant le titre de District, récupérant le titre de la Ligue et finissant de nouveau 7e au National Beach Soccer ce qui lui permet d'être retenu dans le groupe pour l'Euro Beach Soccer League 2018 mais il ne participe qu'au match préparatoire contre l'Angleterre, inscrivant toutefois son premier but international.
En 2019, ses bonnes performances en club (3e titre de champion régional) lui permettent de retrouver la confiance du sélectionneur et d'être appelé pour les qualifications de la Coupe du Monde où il inscrit son deuxième but international contre la Moldavie qui n'empêchera toutefois pas l'élimination des Bleus.
En parallèle, il poursuit, au niveau régional, la pratique du football à l'AS Etaples.

## Carrière internationale
| Sélections en Équipe de France | Sélections en Équipe de France | Sélections en Équipe de France | Sélections en Équipe de France | Sélections en Équipe de France | Sélections en Équipe de France             | Sélections en Équipe de France |
| #                              | Date                           | Lieu                           | Adversaire                     | Résultat                       | Compétition                                | But(s)                         |
| ------------------------------ | ------------------------------ | ------------------------------ | ------------------------------ | ------------------------------ | ------------------------------------------ | ------------------------------ |
| 1                              | 21 juillet 2017                | Cascais                        | Portugal                       | 0-5                            | BSWW Mundialito 2017                       |                                |
| 2                              | 22 juillet 2017                | Cascais                        | Brésil                         | 0-9                            | BSWW Mundialito 2017                       |                                |
| 3                              | 31 juillet 2017                | Cascais                        | Russie                         | 2-5                            | BSWW Mundialito 2017                       |                                |
| 4                              | 21 avril 2018                  | Le Touquet-Paris-Plage         | Belgique                       | 12-2                           | Match amical                               |                                |
| 5                              | 23 août 2018                   | Warnemünde                     | Angleterre                     | 5-2                            | Match amical                               | But inscrit                    |
| 6                              | 20 juillet 2019                | Moscou                         | Moldavie                       | 5-2                            | Qualifications pour la Coupe du monde 2019 | But inscrit                    |
| 7                              | 22 juillet 2019                | Moscou                         | Portugal                       | 3-1                            | Qualifications pour la Coupe du monde 2019 |                                |
| 8                              | 23 juillet 2019                | Moscou                         | Biélorussie                    | 4-1                            | Qualifications pour la Coupe du monde 2019 |                                |

| Sélections en Équipe de France Espoirs | Sélections en Équipe de France Espoirs | Sélections en Équipe de France Espoirs | Sélections en Équipe de France Espoirs | Sélections en Équipe de France Espoirs | Sélections en Équipe de France Espoirs | Sélections en Équipe de France Espoirs |
| #                                      | Date                                   | Lieu                                   | Adversaire                             | Résultat                               | Compétition                            | But(s)                                 |
| -------------------------------------- | -------------------------------------- | -------------------------------------- | -------------------------------------- | -------------------------------------- | -------------------------------------- | -------------------------------------- |
| 1                                      | 16 juin 2017                           | Siófok                                 | République Techèque                    | 5-4                                    | Talent Cup 2017                        | But inscrit                            |
| 2                                      | 17 juin 2017                           | Siófok                                 | Pologne                                | 4-1                                    | Talent Cup 2017                        |                                        |
| 3                                      | 18 juin 2017                           | Siófok                                 | Hongrie                                | 4-13                                   | Talent Cup 2017                        | But inscrit                            |

## Palmarès
Avec l'Equipe de France Espoirs :
- 2e de la Talent Cup : 2017

Avec l'AS Étaples :
- Champion de la Ligue de football des Hauts-de-France de Beach Soccer : 2016, 2018, 2019
- Vice-champion de la Ligue du Nord-Pas-de-Calais de Beach Soccer : 2015, 2017
- Champion du District Côte d'Opale de Beach Soccer : 2015, 2016, 2017, 2018